# Витиљијано (Лече)
Витиљијано (итал. Vitigliano) је насеље у Италији у округу Лече, региону Апулија.
Према процени из 2011. у насељу је живело 1081 становника. Насеље се налази на надморској висини од 116 м.